# Saint-Julien-en-Born
Pour les articles homonymes, voir Saint-Julien et Born.
Saint-Julien-en-Born est une commune du Sud-Ouest de la France, située dans le département des Landes (région Nouvelle-Aquitaine).
Ses habitants s'appellent les Juliennois.
Saint-Julien-en-Born est une vaste commune de 7293 hectares, située sur le littoral du département des Landes. C'est le village le plus méridional du pays de Born.

## Géographie

### Localisation
| - OpenStreetMap Limite communale. |

Commune bipolaire située dans le pays de Born, sur la Côte d'Argent, constitué d'un bourg et d'une station balnéaire : Contis-Plage.
Le bourg de Saint-Julien-en-Born situé à 8 km de l'océan est traversé par la route des Lacs (CD 652) du nord au sud. Le village est accessible depuis l'axe autoroutier Bordeaux-Bayonne, via Onesse-et-Laharie et Mézos.

### Communes limitrophes
Les communes limitrophes sont  Bias, Lit-et-Mixe, Mimizan, Mézos et Uza.
|                  | Mimizan              | Bias  |
| Océan Atlantique | Saint-Julien-en-Born | Mézos |
|                  | Lit-et-Mixe          | Uza   |

### Hameaux et lieux-dits
La station touristique de Contis qui constitue un hameau de la commune, reste de taille réduite (l'urbanisation couvre moins d'un km2) mais de nombreux restaurants et boutiques saisonnières reflètent l'importance du tourisme.
La forêt de pins maritimes couvre environ 80 % du territoire. On peut distinguer : la pinède vallonnée installée à l'arrière du cordon dunaire et la pinède plane du secteur dit du « Sable des Landes ».

### Géologie et relief
L'environnement de la commune est marqué par la plage, la dune, la forêt, une plaine humide. La plage que l'on découvre au bout d'une route sinueuse (la CD 41) s'étend sur environ 5 km entre l'océan Atlantique et la dune littorale.

### Climat
Pour des articles plus généraux, voir Climat de la Nouvelle-Aquitaine et Climat des Landes.
Historiquement, la commune est exposée à un climat océanique aquitain.  
En 2020, Météo-France publie une typologie des climats de la France métropolitaine dans laquelle la commune est exposée à un climat océanique et est dans la région climatique  Littoral charentais et aquitain, caractérisée par une pluviométrie élevée en automne et en hiver, un bon ensoleillement, des hiver doux (6,5 °C), soumis à la brise de mer.
Pour la période 1971-2000, la température annuelle moyenne est de 13,4 °C, avec une amplitude thermique annuelle de 13,4 °C. Le cumul annuel moyen de précipitations est de 1 185 mm, avec 13 jours de précipitations en janvier et 7,8 jours en juillet. Pour la période 1991-2020, la température moyenne annuelle observée sur la station météorologique la plus proche, située sur la commune de Rion-des-Landes à 29 km à vol d'oiseau, est de 13,7 °C et le cumul annuel moyen de précipitations est de 1 182,9 mm,. Pour l'avenir, les paramètres climatiques de la commune estimés pour 2050 selon différents scénarios d’émission de gaz à effet de serre sont consultables sur un site dédié publié par Météo-France en novembre 2022.

## Urbanisme

### Typologie
Au 1er janvier 2024, Saint-Julien-en-Born est catégorisée commune rurale à habitat dispersé, selon la nouvelle grille communale de densité à sept niveaux définie par l'Insee en 2022.
Elle est située hors unité urbaine et hors attraction des villes,.
La commune, bordée par l'océan Atlantique, est également une commune littorale au sens de la loi du 3 janvier 1986, dite loi littoral. Des dispositions spécifiques d’urbanisme s’y appliquent dès lors afin de préserver les espaces naturels, les sites, les paysages et l’équilibre écologique du littoral, tel le principe d'inconstructibilité, en dehors des espaces urbanisés, sur la bande littorale des 100 mètres, ou plus si le plan local d’urbanisme le prévoit.

### Occupation des sols

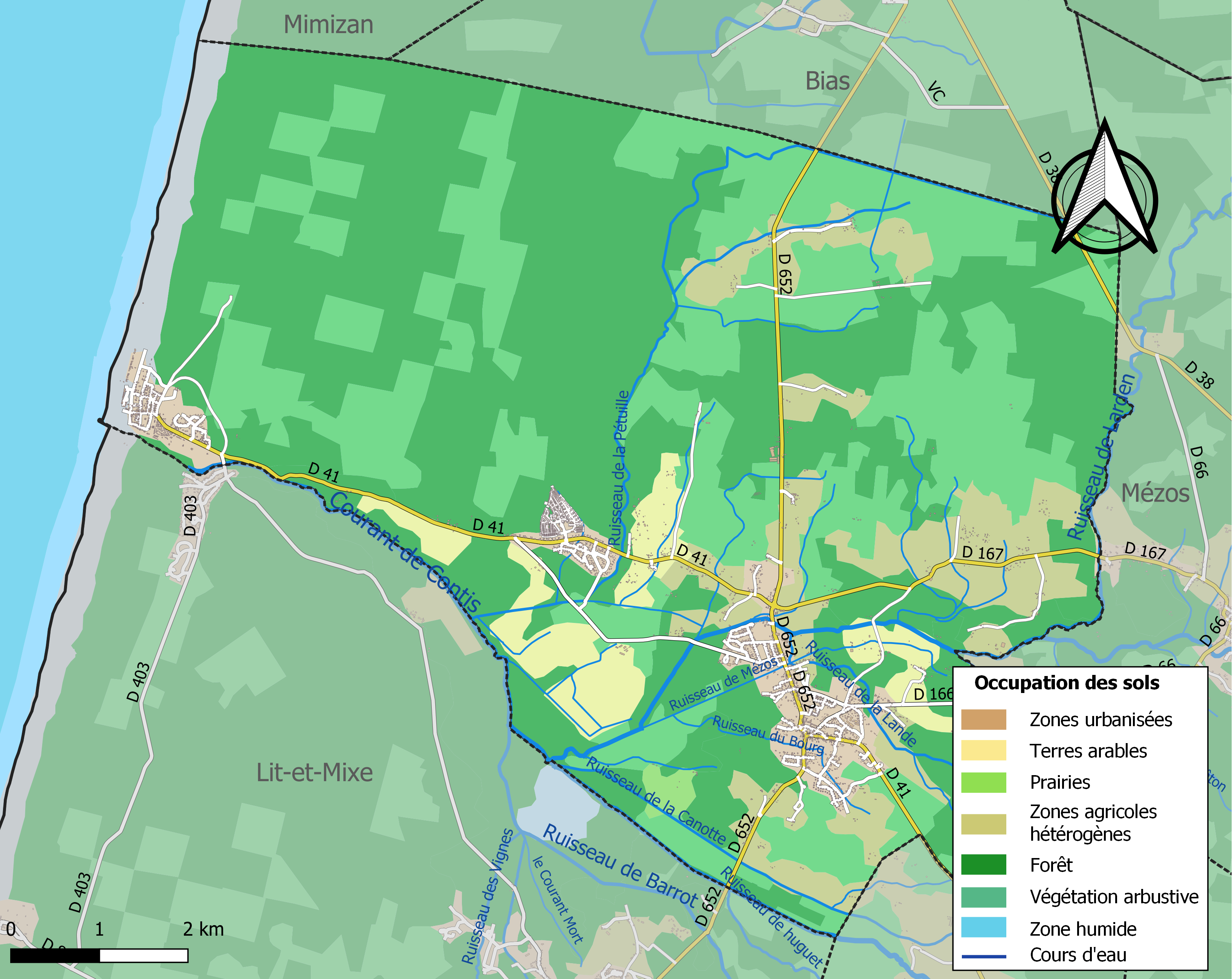
Carte des infrastructures et de l'occupation des sols de la commune en 2018 (CLC).

L'occupation des sols de la commune, telle qu'elle ressort de la base de données européenne d’occupation biophysique des sols Corine Land Cover (CLC), est marquée par l'importance des forêts et milieux semi-naturels (81,5 % en 2018), en diminution par rapport à 1990 (87,3 %). La répartition détaillée en 2018 est la suivante : forêts (50,6 %), milieux à végétation arbustive et/ou herbacée (29,1 %), zones agricoles hétérogènes (9,3 %), terres arables (4,5 %), zones urbanisées (4,3 %), espaces ouverts, sans ou avec peu de végétation (1,9 %), prairies (0,4 %). L'évolution de l’occupation des sols de la commune et de ses infrastructures peut être observée sur les différentes représentations cartographiques du territoire : la carte de Cassini (XVIIIe siècle), la carte d'état-major (1820-1866) et les cartes ou photos aériennes de l'IGN pour la période actuelle (1950 à aujourd'hui).

### Voies de communication et transports

#### Transports en commun
Pendant la période estivale un réseau de navette dessert la Communauté de communes Côte Landes Nature reliant les bourgs aux plages.

### Risques majeurs
Le territoire de la commune de Saint-Julien-en-Born est vulnérable à différents aléas naturels : météorologiques (tempête, orage, neige, grand froid, canicule ou sécheresse), inondations, feux de forêts, mouvements de terrains et séisme (sismicité très faible). Un site publié par le BRGM permet d'évaluer simplement et rapidement les risques d'un bien localisé soit par son adresse soit par le numéro de sa parcelle.
Certaines parties du territoire communal sont susceptibles d’être affectées par le risque d’inondation par submersion marine. La commune a été reconnue en état de catastrophe naturelle au titre des dommages causés par les inondations et coulées de boue survenues en 1999 et 2009,.
Saint-Julien-en-Born est exposée au risque de feu de forêt. Depuis le 20 avril 2016, les départements de la Gironde, des Landes et de Lot-et-Garonne disposent d’un règlement interdépartemental de protection de la forêt contre les incendies. Ce règlement vise à mieux prévenir les incendies de forêt, à faciliter les interventions des services et à limiter les conséquences, que ce soit par le débroussaillement, la limitation de l’apport du feu ou la réglementation des activités en forêt. Il définit en particulier cinq niveaux de vigilance croissants auxquels sont associés différentes mesures,.
Les mouvements de terrains susceptibles de se produire sur la commune sont un recul du trait de côte et de falaises et des tassements différentiels.

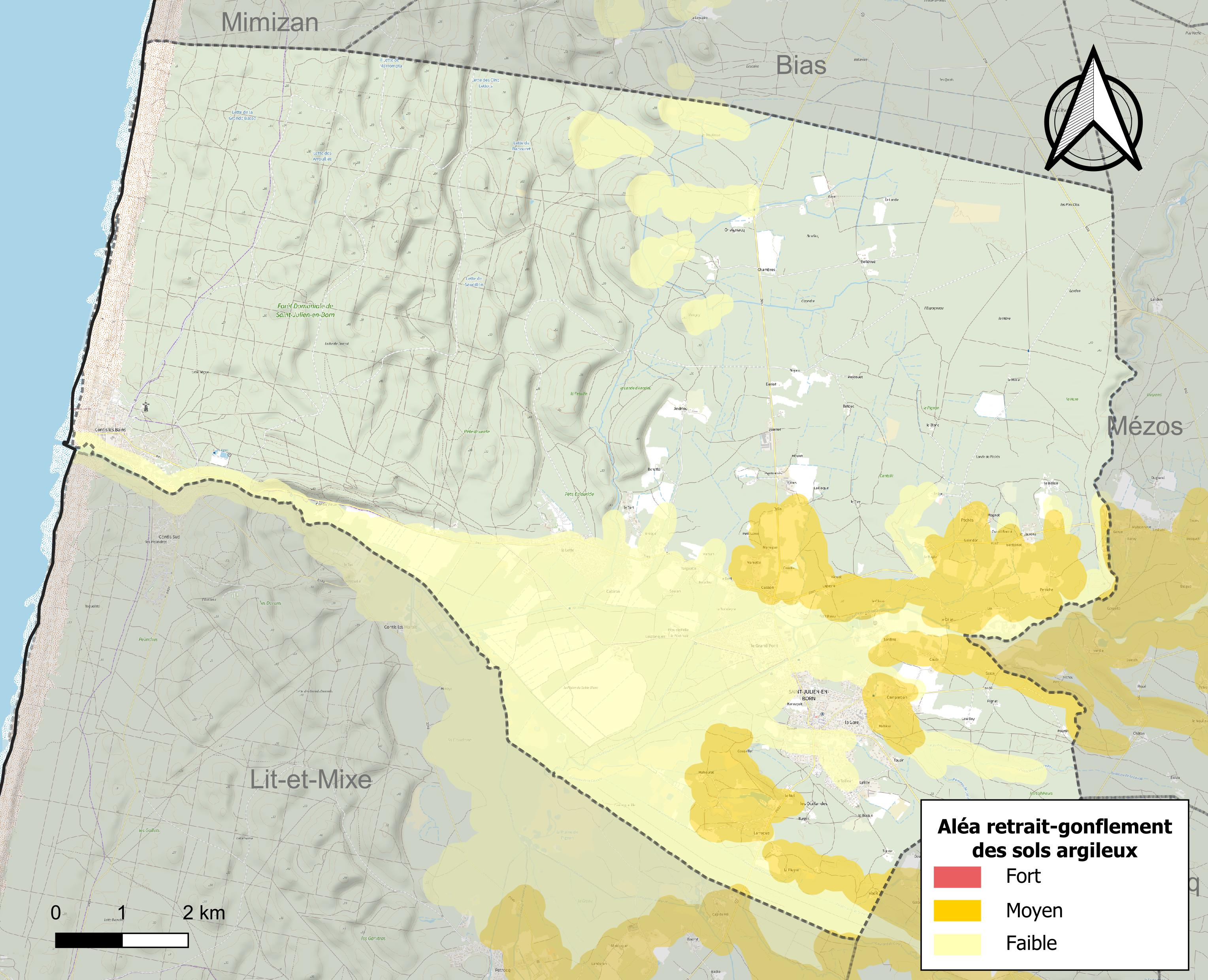
Carte des zones d'aléa retrait-gonflement des sols argileux de Saint-Julien-en-Born.

Le retrait-gonflement des sols argileux est susceptible d'engendrer des dommages importants aux bâtiments en cas d’alternance de périodes de sécheresse et de pluie. 8,1 % de la superficie communale est en aléa moyen ou fort (19,2 % au niveau départemental et 48,5 % au niveau national). Sur les 1 252 bâtiments dénombrés sur la commune en 2019,  130 sont en aléa moyen ou fort, soit 10 %, à comparer aux 17 % au niveau départemental et 54 % au niveau national. Une cartographie de l'exposition du territoire national au retrait gonflement des sols argileux est disponible sur le site du BRGM,.
Concernant les mouvements de terrains, la commune a été reconnue en état de catastrophe naturelle au titre des dommages causés par des mouvements de terrain en 1999.

## Histoire
Parmi les commanderies côtières de la voie de Soulac, celle d'Orignac se singularise par sa dépendance à la collégiale royale de Roncevaux, lieu de passage obligé de nombreux pèlerins de Saint-Jacques-de-Compostelle, alors que les autres sont placés sous l'autorité des hospitaliers et de l'Ordre du Temple, jusqu'à la dissolution de ces derniers. Situé non loin de Contis, au nord-ouest du bourg de Saint-Julien-en-Born, ce quartier s'organisait autour d'une chapelle et ce depuis au moins 1274.

## Politique et administration
Le 12 octobre 2007, Saint-Julien-en-Born a reçu la Marianne du civisme. En effet, lors des seconds tours des élections présidentielle et législatives, les Juliennois ont voté, en moyenne, à plus de 84 %. Ce fut la première commune du département dans la catégorie de 1000 à 3500 habitants.
sources,.
| Période                                  | Période      | Identité                                    | Étiquette | Qualité |
| ---------------------------------------- | ------------ | ------------------------------------------- | --------- | --- |
| (...)                                    | (...)        | (...)                                       |           | |
| 1800                                     | 1813         | Louis-Mathieu Turpin (1770-1813)            |           | |
| (...)                                    | (...)        | (...)                                       |           | |
| 1830                                     | 1843         | Numa Turpin                                 | Droite    | Fils de l'ancien maire Louis-Mathieu Turpin Conseiller général du canton de Castets (1834-1873) Maire de Lit-et-Mixe (1843-1848) Député (1848-1851) |
| 1843                                     | 1848         | Jean Bonnecaze                              |           | |
| 1848                                     | 1860         | Antoine Magnes                              |           | |
| 1860                                     | 1873         | Numa Turpin                                 | Droite    | |
| 1873                                     | 1882         | Jean Berque                                 |           | |
| 1882                                     | 1912         | Félix Crouzet                               |           | Fils d'Henri Crouzet |
| 1912                                     | 1913         | Pierre Labat                                |           | |
| 1913                                     | 1919         | Félix Naureils                              |           | |
| 1919                                     | 1921         | Montauzié                                   |           | |
| 1921                                     | 1944         | Eloi Neurisse                               | PRRRS     | Conseiller général du canton de Castets (1928-1940)                                                                                                 |
| Octobre 1944                             | Mai 1945     | Délégation spéciale président Charles Daret |           | |
| Mai 1945                                 | Juillet 1951 | Charles Daret                               |           | |
| 1951                                     | 1977         | André Darmanthé                             | SFIO      | Conseiller général du canton de Castets (1945-1949) Sénateur (1948-1955)                                                                            |
| 1977                                     | 1983         | Jean Delest                                 |           | instituteur |
| 1983                                     | 1989         | Robert Lespez                               |           | |
| 1989                                     | 1995         | Félix Goffaux                               |           | pharmacien |
| 1995                                     | 2008         | Gilbert Darmanthé                           |           | Instituteur |
| mars 2008                                | En cours     | Gilles Ducout                               | DVG       | Professeur des écoles |
| Les données manquantes sont à compléter. |              |                                             |           | |

## Démographie
| 1793 | 1800 | 1806 | 1821 | 1831  | 1836  | 1841  | 1846  | 1851  |
| ---- | ---- | ---- | ---- | ----- | ----- | ----- | ----- | ----- |
| 778  | 804  | 884  | 929  | 1 049 | 1 084 | 1 123 | 1 212 | 1 318 |

| 1856  | 1861  | 1866  | 1872  | 1876  | 1881  | 1886  | 1891  | 1896  |
| ----- | ----- | ----- | ----- | ----- | ----- | ----- | ----- | ----- |
| 1 409 | 1 546 | 1 780 | 1 826 | 1 754 | 1 705 | 1 690 | 1 668 | 1 635 |

| 1901  | 1906  | 1911  | 1921  | 1926  | 1931  | 1936  | 1946  | 1954  |
| ----- | ----- | ----- | ----- | ----- | ----- | ----- | ----- | ----- |
| 1 656 | 1 614 | 1 659 | 1 536 | 1 439 | 1 406 | 1 352 | 1 284 | 1 321 |

| 1962  | 1968  | 1975  | 1982  | 1990  | 1999  | 2006  | 2008  | 2013  |
| ----- | ----- | ----- | ----- | ----- | ----- | ----- | ----- | ----- |
| 1 245 | 1 232 | 1 217 | 1 187 | 1 285 | 1 316 | 1 402 | 1 427 | 1 567 |

| 2018  | 2022  | - | - | - | - | - | - | - |
| ----- | ----- | - | - | - | - | - | - | - |
| 1 672 | 1 738 | - | - | - | - | - | - | - |

## Lieux et monuments
- Le phare de Contis est le seul phare des Landes. Il a été construit à Contis plutôt qu'à Mimizan pour être à distance égale de celui de Biarritz et celui du Cap-Ferret.
- Église Saint-Julien.
- Église Sainte-Madeleine de Contis.

## Personnalités liées à la commune
- L'abbé Louis Mathieu Desbiey (1734-1817) et son frère Guillaume (1725-1785). La maison qu'acheta Guillaume Desbiey entre 1765 et 1770, agrandie et transformée en 2004-2005 en café-restaurant (« l'Auberge du Born »), existe toujours à proximité de l'église de Saint-Julien-en-Born.
- Jacques Berque (1910 - 1995), mort à Saint-Julien-en-Born où il résidait, sociologue orientaliste, titulaire de la chaire d'histoire sociale de l'Islam contemporain au Collège de France de 1956 à 1981, auteur de nombreuses traductions, dont celle du Coran.
- Augustin Berque (1942), fils de Jacques Berque, orientaliste, géographe et philosophe, lauréat en 2010 du Prix de la culture asiatique de Fukuoka (Japon) et en 2011 du Prix de la Fondation du Japon délivré par l'Empereur.
- Stéphane Castaignède(1969) a vécu à Saint-Julien-en-Born et y a joué jusqu'en juniors puis il est parti à Union sportive dacquoise puis à Marmande. Il alla à Clermont et après au Stade montois. Ce fut un joueur international qui joua 7 matchs en équipe de France. Il était demi de mêlée.

## Sports et loisirs
Saint-Julien-en-Born possède plusieurs associations sportives et culturelles :
- Le rugby à XV qui est le plus populaire à Saint-Julien avec son équipe Landes Ocean Rugby Club en entente avec le club de Lit et Mixe, qui devient Champion de France de 2e série 2017.
- Le basket-ball, uniquement féminin, qui comprend une entente avec Lit et Mixe.
- Le judo.
- La boule juliennoise (club de pétanque).
- Le Saint-Julien Tennis Club.
- La gymnastique d'entretien.
- L'harmonie municipale.
- La tour d'argent (club d'échecs).
- Une pinasse pour Contis (Estele de la ma : une des deux dernières pinasse de côte de la côte landaise ; pêche en mer à la senne).